# Salme (Georgië)
Salme (Georgisch: სალმე) of ook wel Pso-oe (Abchazisch: Ԥсоу; Russisch: Псоу) is een dorp in de Georgische autonome en feitelijk afgescheiden republiek Abchazië, gelegen in het district Gagra. Het dorp ligt aan de linkeroever van de rivier Pso-oe, de grens met Rusland, en 30 kilometer ten noordwesten van het districtscentrum Gagra. Het dorp werd in 1884 gesticht door immigrerende Esten.

## Geschiedenis
Esten uit de Kuusalu-parochie immigreerden in 1884 naar Abchazië en stichtten er het dorp Salme aan de rivier Pso-oe, op ongeveer 5 kilometer van de Zwarte Zee. In 1918 had het dorp ongeveer 400 inwoners, er was een school en een gemeenschapscentrum, evenals een dorpsadministratiegebouw dat werd gedeeld met het eveneens Estse dorp Soelevi.
Tijdens het uiteenvallen van de Sovjet-Unie en de daaropvolgende Georgisch-Abchazische burgeroorlog emigreerden de meeste Esten naar Estland. De Abchazische separatisten veranderden de naam van het dorp in de jaren 1990 in Pso-oe, naar de nabijgelegen Pso-oe rivier. Volgens de Georgische wet draagt het dorp nog steeds de naam Salme.

### Gevechten 1918-1921
Na de Russische Revolutie van 1917 en het uitroepen van de Democratische Republiek Georgië kwam Salme in een bevochten gebied te liggen. De mensjewistische Georgiërs vochten gedurende de periode 1918-1920 tegen de Witten onder leiding van Anton Denikin om de controle over het noordelijke deel van Abchazië. In April 1919 vond een Georgisch offensief plaats om de districten Gagra en Sotsji te veroveren. De Georgiërs zagen onder Britse druk af van oprukken naar Sotsji en er werd een neutrale bufferzone ingesteld tussen de rivieren Mechadiri en Pso-oe, waar een vijftal dorpen lagen waaronder Salme en Mechadiri.
De Britten, die na de Eerste Wereldoorlog een militaire aanwezigheid hadden in Georgië, kwamen niet toe aan de uitvoering van hun bezettingsmacht in het gebied. De dorpen leefden bijna een jaar in een semi-onafhankelijke vrijheid, maar werden desalniettemin met enige regelmaat door Denikin's troepen overvallen. In de winter van 1920 vond vanuit het gebied een verrassingsaanval plaats van het Groene Leger op de Witten in Adler en vonden er boerenopstanden plaats, waaronder in Salme. De Esten werden daarnaast doelwit van vijandige acties van Armenen die samenwerkten met de Witten, en de Esten dwongen in de omgeving van Soechoemi hun heil te zoeken. In 1921 veroverde het Rode Leger het gebied. 

## Demografie
In 1989 had Salme 1.659 inwoners. Hiervan was 39% Armeens, 34% Georgisch en verder woonden er Esten. Van latere jaren zijn geen gespecificeerde bevolkingsgegevens van het dorp bekendgemaakt.

## Vervoer
Salme ligt aan de Georgische nationale route Sh194, en is op deze wijze verbonden met het hoofdwegennet van Abchazië via Leselidze. In de noordelijke richting volgt de weg de rivier Pso-oe naar Mikelripsji.